# آرا نیگویان
آرا ژرژی نیگویان (ارمنی: Արա Ժորայի Նիգոյան؛ زادهٔ ۲۷ اکتبر ۱۹۶۸) یک بازیکن فوتبال در پست مدافع-هافبک اهل ارمنستان است.

## باشگاهی
از باشگاه‌هایی که در آن بازی کرده‌است می‌توان به اسپارتاک هوکتمبریان، بانانتس، آرارات ایروان، باشگاه فوتبال آرارات تهران، ایروان، آرماویر و لکوموتیو ایروان اشاره کرد.

## تیم ملی
وی همچنین در تیم ملی فوتبال ارمنستان بازی کرده‌است. نخستین بازی ملی خود را که یک بازی دوستانه بود در تاریخ ۱۴ اکتبر ۱۹۹۲ در ایروان در مقابل مولداوی انجام داده‌است.